# Ertzainen Nazional Elkartasuna

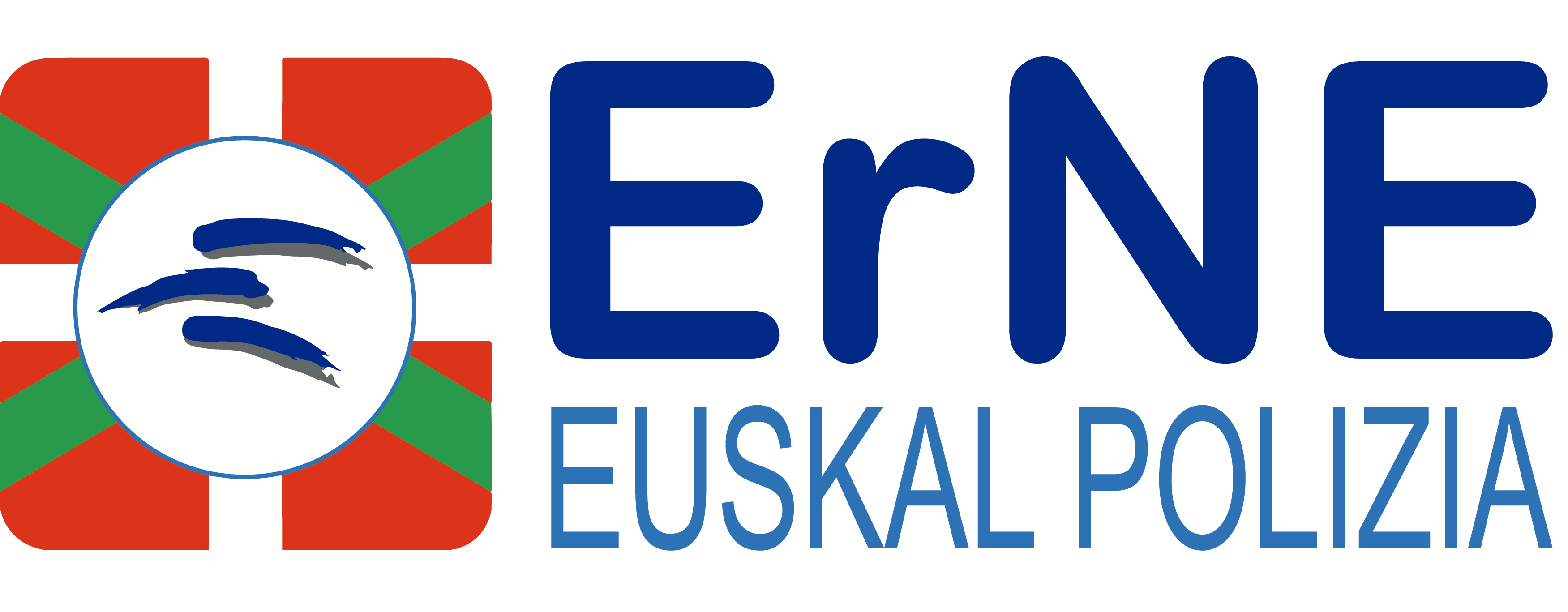

Ertzainen Nazional Elkartasuna (Er.N.E. o ErNE) (Solidaridad Nacional de los policías del País Vasco en castellano) es un sindicato profesional o corporativo de la Ertzaintza, la Policía autonómica del País Vasco. También tiene representación en distintos cuerpos de Policía locales del País Vasco (todos ellos englobados en lo que se denomina Euskal Polizia y regidos por su propia ley de Policía). Es la asociación mayoritaria dentro de la EUSKAL POLIZIA. Las intenciones de Er.N.E. están claramente expresadas en la Declaración de Motivos que abren sus Estatutos, que entre otras cosas dice: "El objetivo principal de Er.N.E. es la consecución de una Euskal Polizia euskaldún, democrática, profesional, eficaz y al servicio de toda la sociedad vasca, formada por ertzainas y udaltzainas".

## Historia
Fue fundado el 21 de noviembre de 1984, pocos años después de la creación de la actual Ertzaintza. La palabra erne significa en euskera atento o vigilante, así como embrión. El lema del sindicato es Erne´tik aurrera.

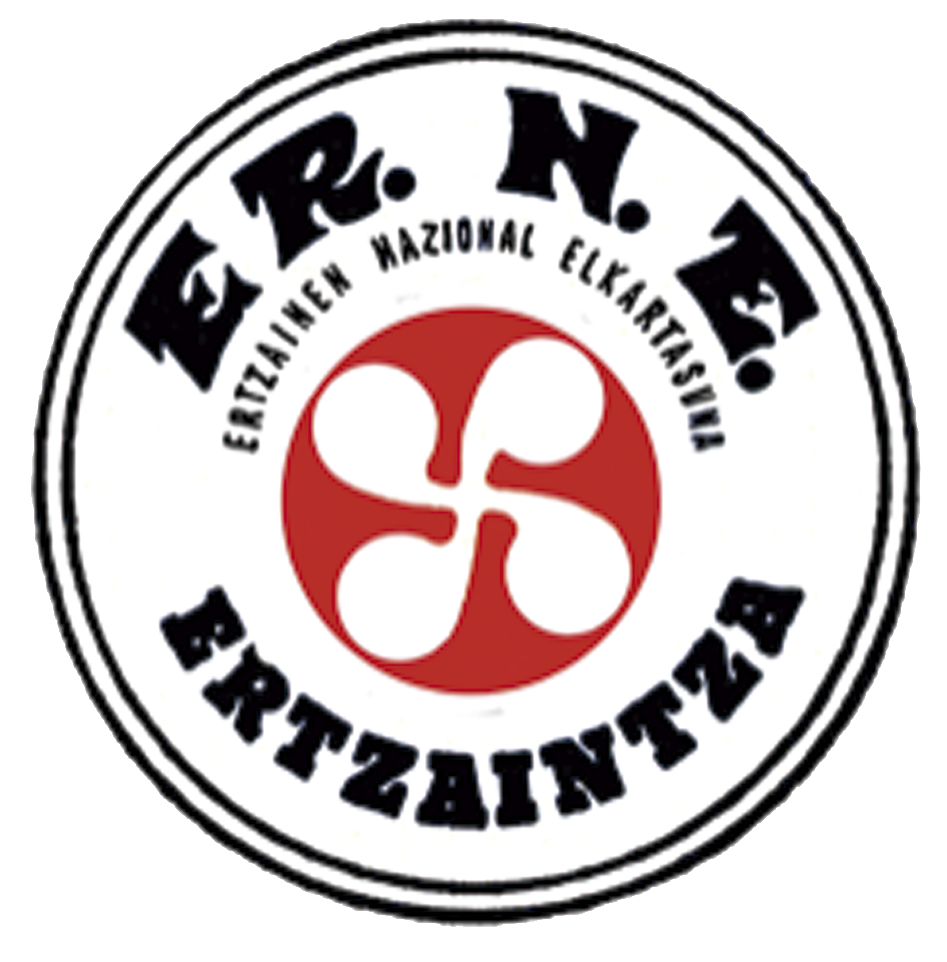
Logo original ErNE

Según sus estatutos pretenden la consecución de una Policía Vasca euskaldún, democrática, profesional, eficaz y al servicio de toda la sociedad vasca. 
Tras años de pugna con la central sindical ELA Ertzaintza, en las elecciones sindicales de noviembre de 2006 Erne se convierte por segunda vez como el sindicato más votado de la Ertzaintza, consolidándose como la fuerza sindical corporativa más fuerte. En estas elecciones, ErNE consiguió imponerse a ELA en Guipúzcoa, que desde el inicio había sido un feudo de esta fuerza sindical, logrando de esta manera el triunfo absoluto en todas las provincias del País Vasco.

En las elecciones sindicales de noviembre de 2010, Er.N.E. repite resultados, siendo la organización sindical más votada en los tres territorios históricos, sacando 9 delegados más que la siguiente organización sindical (ELA) y más del doble que la tercera en liza (Esan), una escisión corporativa de ELA. Con un suelo de más de 2.000 votos, Er.N.E. se consolida como la fuerza más importante en el sindicalismo policial vasco.

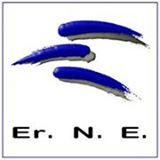
Logo clásico de ERNE, creado por Nestor Basterretxea.

En octubre de 2014, Erne vuelve a ganar las elecciones sindicales en la Ertzaintza en los tres territorios, dejando a la siguiente central sindical a mil votos de diferencia.
ErNE gana las elecciones sindicales de la Ertzaintza en el 2017 con casi el 40%de los votos y una participación récord en la votación, y volviendo a ganar en las tres provincias, y siendo mayoría en casi todas las comisarías con feudos importantes donde consiguieron mayoría absoluta como Sestao, Irún, o Tolosa.
ErNE gana las elecciones sindicales de la Ertzaintza en el 2022, revalidando su mayoría 20 años más tarde de su primer triunfo.
En las Policías locales, Er.N.E. es el sindicato profesional más extendido del País Vasco, contando con representación y presencia en más de una veintena de ayuntamientos, entre ellos San Sebastián , Vitoria, Portugalete, Guecho  o Santurce.
ErNE tiene delegados también en los Miñones (la Policía foral de Álava), en los Migueletes de Guipúzcoa y en los Forales de Vizcaya,  adscritos todos ellos a la Ertzaintza pero dependientes de las Diputaciones forales

## Logros sindicales más importantes de ErNE en la Ertzaintza

### Cambio de escala
Tras firmar ErNE con el Departamento de Interior en el 2005 el acuerdo, en el 2007 se efectúa el cambio del Grupo D al C para los miembros de la Escala Básica de la Ertzaintza. A efectos laborales dicho cambio no sólo afecta económicamente, sino que equipara la titulación obtenida en la academia de Arkaute como un estudio de Técnico Auxiliar u Oficial Industrial.
En 2022, tras los cambios producidos en las titulaciones requeridas para las oposiciones a la Euskal Polizia, en las que se solicita el bachiller o similar acreditado, Er.N.E. comienza los trámites para el paso de escala C a escala D de los ertzainas dentro de la función pública.

### Adelanto de la edad de jubilación
En el año 2009 , tras negociaciones de Erne con PNV (que poseía el poder en el País Vasco) y PSOE (que lo poseía en España), en la Ertaintza se logra adelantar la edad de jubilación a los 59/60 años, un hito laboral y social histórico en la Policía Vasca, ya que se asimilan a colectivos como los pescadores, los mineros o los bomberos. 
Dicho proceso de negociación fue internamente muy cuestionado por otras organizaciones sindicales (ELA o CCOO), que tildaron en todo momento de engaño o quimera la reivindicación que a la postre desembocó en un acuerdo de gran calado e importancia.

### Carrera profesional
Tras las elecciones sindicales de 2014, Er.N.E. pacta con el gobierno socialista que gobernaba en ese momento en el País Vasco el desarrollo de carrera profesional, ya instaurado en otras policías y en otras ramas de la función pública vasca. Dicho acuerdo fue posteriormente incumplido por la consejería de seguridad del PNV, que sucedió a los socialistas en la presidencia vasca, lo que a fecha de 2019 seguía en litigio para su desarrollo.
En el año 2019 se aprueba la nueva Ley de Policía Vasca, que incluye el desarrollo de la carrera profesional pactada en 2014, lo que implica su implantación y cumplimiento de forma obligatoria.
En junio del 2021, el desarrollo del decreto de carrera profesional es firmado por el Departamento de Seguridad y el sindicato ESAN, escindido de la central sindical ELA. Er.N.E. no se suma a esta firma por entender que "el desarrollo de este decreto se aleja del espíritu inicial de la carrera profesional y se olvida de objetivos como la formación de los agentes, además de creer discriminatoria frente a otros funcionarios vascos en su remuneración."

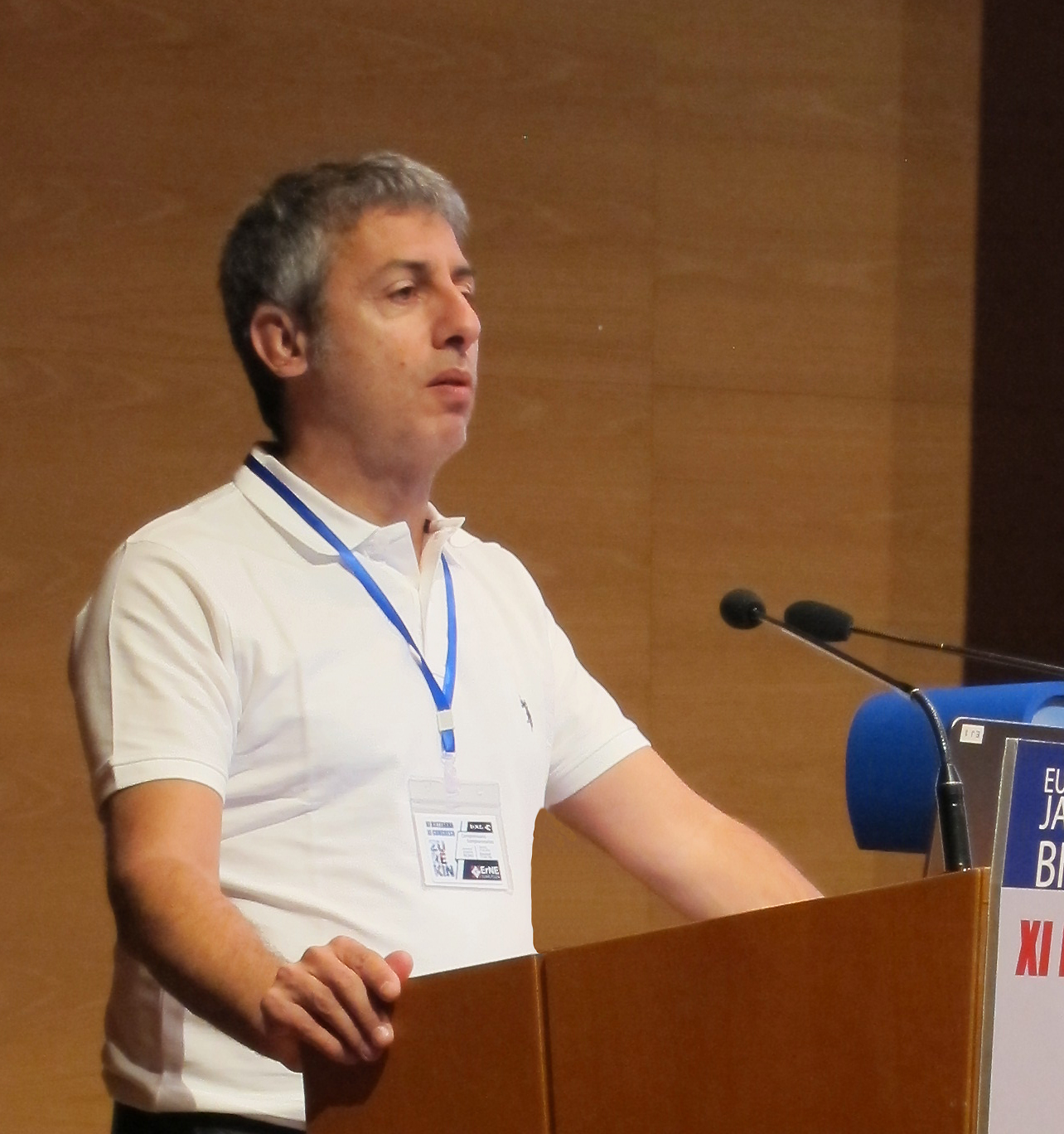
Sergio Gómez de Segura, secretario general desde 2022.

## Secretaría General

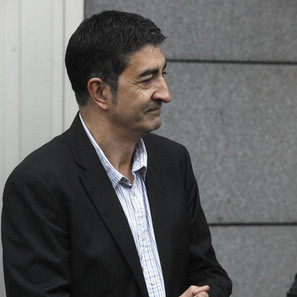
R.Seijo, Ex-secretario general de Er.N.E.

Tras años sin tener una persona ocupando la secretaría general debido a la amenaza terrorista de ETA, (secretaría que ocupaba una junta rectora), y dentro del proceso de normalización de la sociedad vasca ante la desaparición de la organización terrorista, ErNE vuelve a elegir secretario general en 2014.
Roberto Seijo Urgell, artífice de la modernización del sindicato e impulsor de algunas de los postulados más importantes del mismo, ocupó dicho puesto desde este año al frente de una nueva junta rectora.
En 2022, Sergio Gómez de Segura, agente de la 20 promoción de la Ertzaintza, toma el relevo en la secretaría general al salir elegido por unanimidad en el Xl congreso.
Antes de Roberto Seijó, nombres significativos en el mundo del sindicalismo policial vasco como
Iñaki Castro, Joseba Bilbao, Jose Ramón Bravo o Teo Santos se ocuparon de la dirección de Er.N.E.

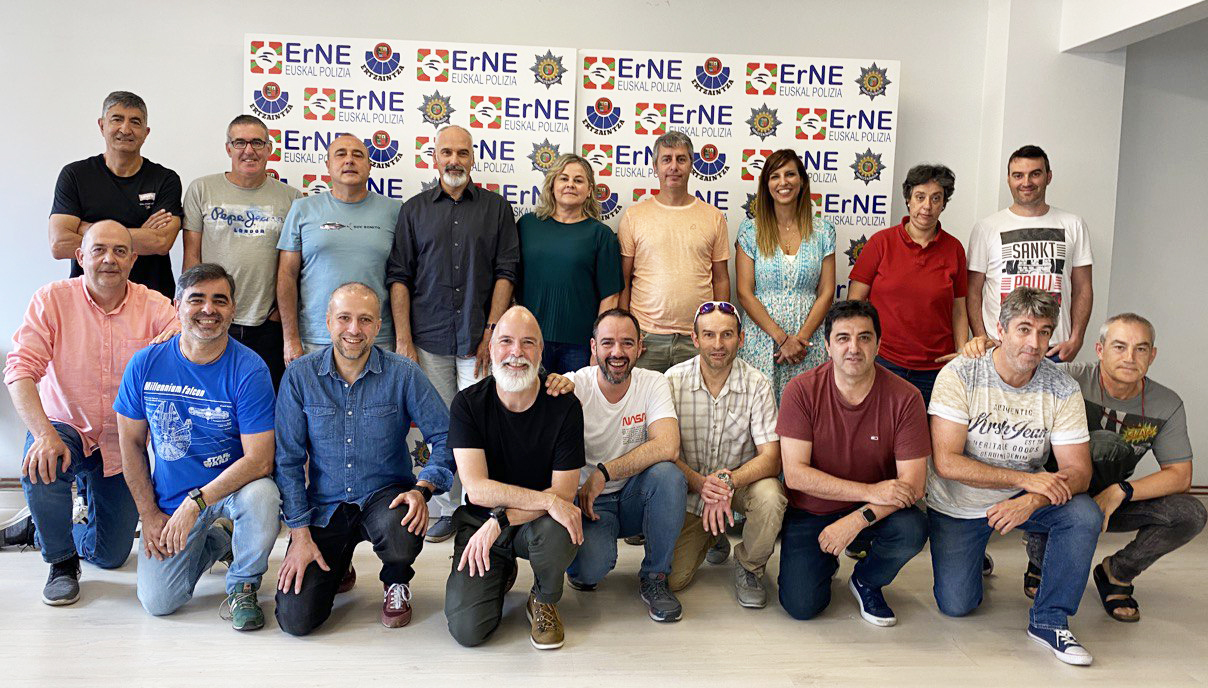
Representantes de ErNE en 2022

## Junta Rectora
En el Xl Congreso de mayo de 2022 se elige a Sergio Gómez de Segura por el 100% de los compromisarios y sale reforzada la línea ideológica de una central sindical enfocada hacia la  realidad de la Euskal Polizia, concepto acuñado por la organización e integrada por  todos los cuerpos de policía del País Vasco  y regidos por la Ley de Policía Vasca. 
En esta nueva etapa, se realizan cambios estructurales en la dirección de la central sindical, constituyendo un equipo de dirección formado por Aitor Otxoa como secretario de organización y Marina de la Hera como vicesecretaria  , que junto con el propio Sergio Gómez de Segura, forman la cabeza visible de la nueva junta rectora.